# Poecilimon gracilis
Poecilimon gracilis är en insektsart som först beskrevs av Franz Xaver Fieber 1853.  Poecilimon gracilis ingår i släktet Poecilimon och familjen vårtbitare. Inga underarter finns listade i Catalogue of Life.